# Plectocomia assamica
Plectocomia assamica är en enhjärtbladig växtart som beskrevs av William Griffiths. Plectocomia assamica ingår i släktet Plectocomia och familjen Arecaceae. Inga underarter finns listade i Catalogue of Life.